# Droga wojewódzka nr 167
Droga wojewódzka nr 167 (DW167) – droga wojewódzka w woj. zachodniopomorskim o długości 50 km łącząca Koszalin z drogą nr 172 i dalej z Połczynem-Zdrojem. Droga przebiega przez powiat koszaliński, powiat białogardzki i powiat świdwiński. Podlega Rejonowi Dróg Wojewódzkich Koszalin oraz RDW Białogard.
Zachodniopomorski Zarząd Dróg Wojewódzkich w Koszalinie określił ją jako drogę klasy G. W 2014 ukończono częściowy remont tej drogi.

## Miejscowości leżące przy trasie DW167
- Koszalin
- Konikowo
- Świeszyno
- Strzekęcino
- Niedalino
- Czacz
- Słonino
- Tychowo
- Sadkowo
- Stare Dębno
- Ogartowo